# Ion Andreescu

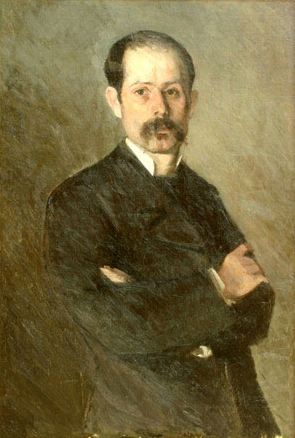
Ion Andreescu – Selbstporträt von 1882

Ion Andreescu (* 15. Februar 1850 in Bukarest; † 22. Oktober 1882 ebenda) ist einer der bekanntesten rumänischen Maler des Impressionismus.

## Biographie
Andreescu stammte aus einer wohlhabenden Kaufmannsfamilie Bukarests. 1869 trat er in Theodor Amans Kunsthochschule ein, die er mit Diplom abschloss. 1872 wurde er Lehrer für Zeichnen und Kalligraphie an der beschöfliche Schule in Buzău. Bereits 1873 verließ er sie wieder, um zunächst am örtlichen Tudor-Vladimirescu-Gymnasium  und später, 1875, an der Handwerksschule zu unterrichten. 1878 reiste er nach Paris, um sich dort an der Académie Julian weiterzubilden. Im Sommer malte er gemeinsam mit den Mitgliedern der Schule von Barbizon, wo er auch zum ersten Mal sein großes Vorbild Nicolae Grigorescu traf. 1881 kehrte er, an Tuberkulose erkrankt, in seine Heimatstadt Bukarest zurück, wo er im darauffolgenden Jahr starb.
Obwohl seine Werke zusammen mit denen von Claude Monet, Édouard Manet und Pierre-Auguste Renoir ausgestellt wurden, war sein Leben von Armut und fehlender Anerkennung geprägt. Schon früh litt er unter gesundheitlichen Problemen, sodass er erst spät seine Gabe des künstlerischen Ausdrucks und der Malerei wahrnahm. Damit erklärt sich auch sein umfangreiches, kreatives Wirken, das mit seiner Reife keine Unentschlossenheit zulässt und auf den Bedarf zu erforschen nicht angewiesen ist. Trotz seiner Position als Kunstlehrer auf dem Land begann er fieberhaft mit dem Malen neuer Bilder. Diese Einstellung passte nicht zu seiner ruhigen Art als junger, alleine lebender Mann. Für ihn war die Kunst ein Weg sich zu äußern, erhaben und ohne Prahlerei. Er zeigte stets sein großes Talent bei der Arbeit, sodass seine Kunst zwar überschaubar war, aber dennoch immens in ihrem Ausdruck.
Andreescu stand nie abseits anderer rumänischer Künstler, obwohl er sich mehr von der Kunst des westlichen Europas inspirieren ließ, was ihm eine Sonderstellung in der rumänischen Kunstgeschichte einbringt. Als er sich dem Ende seines Aufenthaltes in Frankreich näherte, wurde der Eindruck seiner Bilder noch klarer, indem er eine Vielzahl von Farben verwendete und so zueinander abstimmte, wie es nur ein großer Künstler seiner Zeit hätte tun können.
Der französische Kunstkritiker Jacques Lassaigne sagte über ihn: „Man kann unter der Vielzahl rumänischer Künstler mit Sicherheit niemanden finden, dessen Persönlichkeit anziehender und dessen Leben mehr zu erzählen hat als das von Ion Andreescu. Er beeinflusste definitiv die rumänische Kunstgeschichte.“

## Galerie

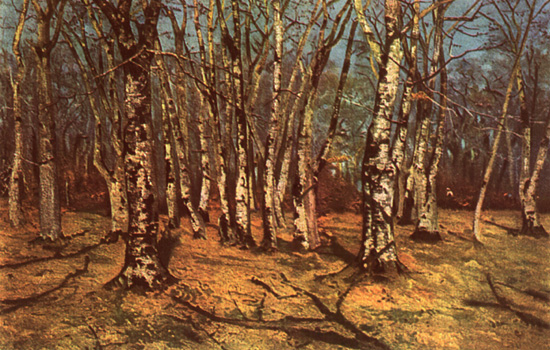
Buchenwald
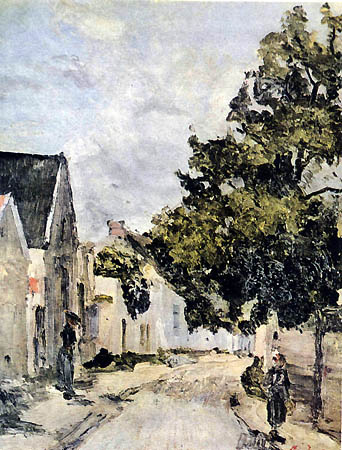
Straße in Barbizon im Sommer
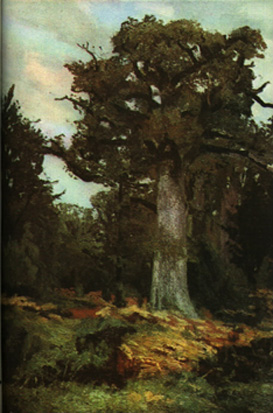
Die Eiche
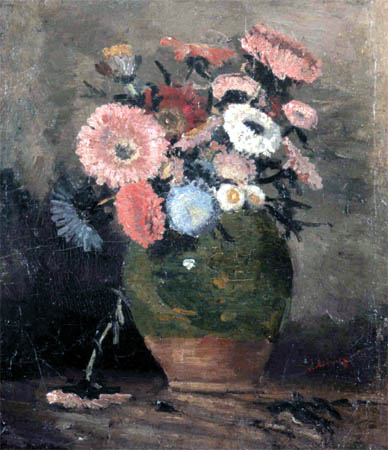
Chrysantheme
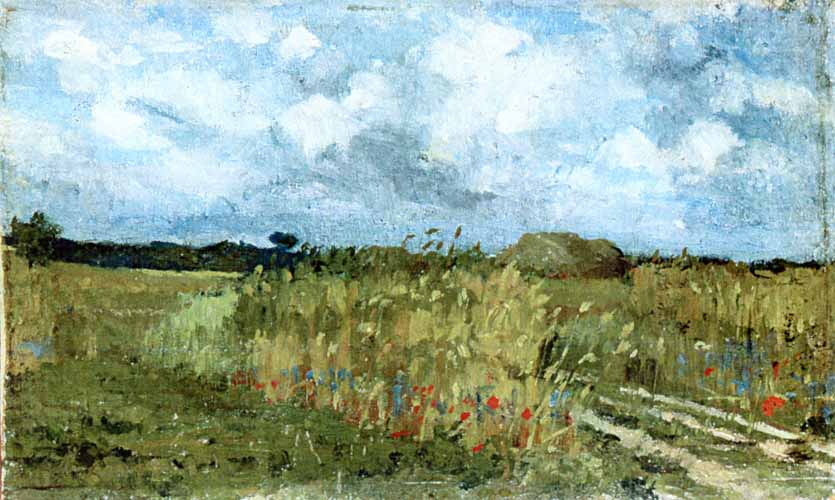
Blumenfeld
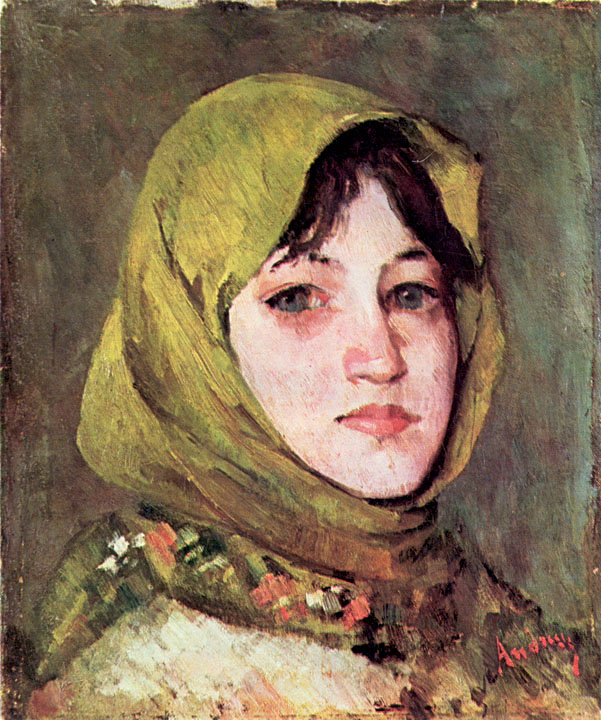
Bauernfrau mit grünem Kopftuch
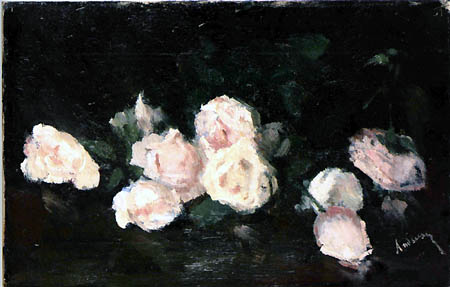
Rosen
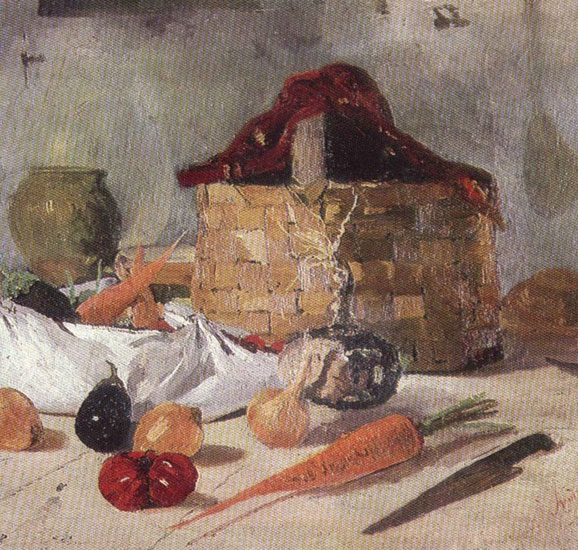
Stillleben